# Eric Schaal
Eric Schaal est un photographe d'origine juive né à Munich le 18 août 1905 et mort à Männedorf le 27 avril 1994.

## Biographie
Il émigre aux États-Unis en 1936 et y obtient la nationalité américaine en 1944. Dès 1964, il travaille à Paris en tant que photo-journaliste pour les magazines Time et Life.
Il y photographie de nombreuses célébrités telles que les artistes Salvador Dalí, Giorgio de Chirico, les écrivains Louis-Ferdinand Céline ou Stefan Zweig, les musiciens Igor Stravinsky ou Serge Prokofiev, le philosophe Martin Heidegger, ou le scientifique Albert Einstein.